# Xylopia collina
Xylopia collina Diels – gatunek rośliny z rodziny flaszowcowatych (Annonaceae Juss.). Występuje naturalnie w Tanzanii oraz północnej części Mozambiku. 

## Morfologia
PokrójZimozielone drzewo lub krzew dorastające do 1,5–4 m wysokości. Korona jest silnie rozgałęziona. Gałęzie mają brązowoczerwonawą barwę. Młode pędy są owłosione.
LiścieMają podłużny lub eliptycznie lancetowaty kształt. Mierzą 3,5–6 cm długości oraz 2–3,5 szerokości. Są prawie skórzaste, owłosione od spodu. Nasada liścia jest sercowata. Wierzchołek jest ostry lub tępy. Ogonek liściowy jest owłosiony i dorasta do 2–5 mm długości.
KwiatySą pojedyncze lub zebrane po 2–10 w gronach. Rozwijają się w kątach pędów, między dwoma trwałymi podsadkami. Działki kielicha są owłosione, mają owalnie trójkątny kształt i dorastają do 2 mm długości. Płatki są czerwone. Mają liniowo lancetowaty kształt i dorastają do 13–16 mm długości. Są prawie równe, owłosione. Słupków jest do 7 do 10. Są owłosione, mają cylindryczny kształt i mierzą 2–3 mm długości.
OwoceZłożone z 3–10 zielonych i owłosionych rozłupni. Mają kształt od odwrotnie jajowatego do cylindrycznego. Osiągają 1–2,5 cm długości oraz 0,6–1,3 cm średnicy.

## Biologia i ekologia
Rośnie na sawannach, otwartych przestrzeniach w lasach oraz w zaroślach. Występuje na wysokości do 800 m n.p.m.